# Liste internationaler Flaggen
Diese Liste zeigt und erläutert die Flaggen international tätiger staatlicher und nichtstaatlicher Organisationen sowie von regionalen Staatenbündnissen.

## Liste
| Staaten                | Flagge                                | SV    | Anmerkungen |
| ---------------------- | ------------------------------------- | ----- | --- |
| Afrikanische Union     | AU                                    | ≈2:3  | Die grüne Flagge der Afrikanischen Union zeigt die Umrisse des Kontinents Afrika, von hinten bestrahlt durch eine weiße Sonne, die die Hoffnung symbolisieren soll. Der Kontinent ist umrahmt von 53 goldenen Sternen, die für die Mitgliedstaaten stehen. Die AU wurde am 9. Juli 2002 neu gegründet. Als Vorgängerorganisation gab es die OAU (Ostafrikanische Union), die am 26. Mai 1963 gegründet wurde. |
| Andengemeinschaft      | Andengemeinschaft                     | 9:14  | Die Andengemeinschaft (früher Andenpakt oder Andengruppe, span. Comunidad Andina de Naciones, Abkürzung: CAN) wurde am 16. Oktober 1969 gegründet und ist eine Internationale Organisation in Südamerika. Sie Die CAN ist hauptsächlich ein Verbund der ärmsten südamerikanischen Staaten und hat die wirtschaftliche, politische und soziale Integration zum Ziel. |
| Antarktika             | Antarktika Antarktika                 | 2:3   | Antarktika, der südlichste Kontinent im Gebiet der Antarktis, der keine Nation darstellt und keine Regierung hat, besitzt auch keine eigene Flagge. Es gab jedoch einige Versuche, eine Flagge für Antarktika zu kreieren. Das Modell von Graham Bartram vom Juli 1996 ist an das Farbdesign der UN-Flagge angelehnt und zeigt die antarktische Landmasse in weiß vor blauem Hintergrund. Auf der Jahrestagung 1978 der „North American Vexillological Association“ (NAVA) schlug Whitney Smith seinen Entwurf für Antarktika vor: Eine orangefarbene Flagge mit zwei Händen unter einer Art Schale. |
| Antarktika             | Antarctica                            | 3:5   | Während des antarktischen Winters wurde eine neue Flagge namens True South entworfen. Die Flagge wurde geschaffen, um die Gemeinschaft und die Verbindung zwischen denen zu fördern, die sich für den Kontinent interessieren. |
| Antarktika             | AntarktisVertrag                      | 2:3   | Der Antarktis-Vertrag wurde am 1. Dezember 1959 unterzeichnet und ist eine internationale Übereinkunft, die festlegt, dass die unbewohnte Antarktis zwischen 60° und 90° südlicher Breite ausschließlich friedlicher Nutzung, besonders der wissenschaftlichen Forschung, vorbehalten bleibt. |
| Arabische Liga         | ARL                                   | 2:3   | Die Arabische Liga ist eine Organisation arabischer Staaten. Die zwanzig Kettenglieder stehen für die zwanzig Mitgliedstaaten der Liga bei der Annahme dieser Flagge. Der Schriftzug gibt den arabischen Namen Liga der Arabischen Staaten wieder. Grün ist die traditionelle Farbe des Islam. Der Alexandria-Vertrag wurde am 7. Oktober 1944 unterzeichnet und ist am 11. Mai 1945 in Kraft getreten. |
| ASEAN                  | ASEAN                                 | 2:3   | Die Flagge des Verbandes Südostasiatischer Nationen (ASEAN) wurde im November 1993 eingeführt. Sie besteht aus zehn stilisierten gelben Reisrispen in einem roten, weiß umrandeten Kreis auf blauem Hintergrund. Die zehn Rispen symbolisieren die zehn Mitglieder der ASEAN. Der Bangkok-Vertrag wurde am 8. August 1967 unterzeichnet. |
| Benelux                | Benelux                               | 2:3   | Benelux ist die Kurzform für die Sammelbezeichnung der Beneluxstaaten, aus Belgien, den Niederlanden (Nederland) und Luxemburg. Der goldenen Löwe steht für das Herzogtum Brabant, die rot-weiß-blauen Farben im Hintergrund sind die Nationalfarben der Niederlande und Luxemburgs. Schwarz ist der Flagge des Königreichs Belgien entnommen. |
|                        | ChristlicheFlagge                     | 2:3   | Die christliche Flagge wurde im Jahr 1897 von Charles Overton entworfen, um Protestanten aller Konfessionen zu repräsentieren. |
| Commonwealth           | CommonwealthofNations                 | 1:2   | Das Commonwealth of Nations ist eine lose Staatenverbindung, welche in erster Linie durch das Vereinigte Königreich und dessen ehemalige Kolonien gebildet wird. Die Flagge des Commonwealth ist in einem tiefen britischen Blau gehalten. Darauf eine goldene Sonne, dargestellt durch eine Weltkugel, umgeben von Strahlen in Form eines „C“ für Commonwealth. |
|                        | Esperanto                             | 2:3   | Esperanto ist die am weitesten verbreitete internationale Plansprache. Das Grün der Flagge soll die Hoffnung symbolisieren, das Weiß den Frieden und der fünfzackige Stern steht für die fünf Kontinente. |
| EURASEC                | EURASEC                               | 3:4   | Die Eurasische Wirtschaftsgemeinschaft (russisch: Евразийское Экономическое Сообщество) ist ein nicht mehr bestehendes wirtschaftliches Bündnis europäischer und asiatischer Staaten. Am 10. Oktober 2000 war die Gründung und am 1. Januar 2015 war die Auflösung der EAWG wegen der Gründung der EAWU (Eurasischen Wirtschaftsunion). |
| EFTA                   | EFTA                                  | 5:8   | Die Europäische Freihandelsassoziation (engl. European Free Trade Association, EFTA) wurde am 4. Januar 1960 gegründet und hat zum Ziel die Förderung von Wachstum und Wohlstand ihrer Mitgliedstaaten und die Vertiefung des Handels und der wirtschaftlichen Zusammenarbeit zwischen den westeuropäischen Ländern wie auch der Welt insgesamt. Gleichzeitig sollte sie ein Gegengewicht zu den Europäischen Gemeinschaften und deren politischen Zielen bilden. |
| Europäische Union      | EU                                    | 2:3   | Die zwölf Sterne in der EU-Flagge stehen in ihrer Zahl traditionell als Symbol der Vollkommenheit, Vollständigkeit und Einheit. Die Zwölfzahl ist ein Hinweis auf die zwölf Stämme Israels (Gen 37,9) und somit auf das auserwählte Volk Gottes. Der goldene Kranz Marias als Symbol des Erfolges und des Triumphes signalisiert die Unbesiegbarkeit der Frau. Nur rein zufällig stimmte die Anzahl der Sterne zwischen der Adoption der Flagge durch die EG 1986 bis zur Erweiterung 1995 mit der Zahl der Mitgliedstaaten der EG überein und blieb daher auch danach unverändert. |
| EGKS                   | EuropischeGemeinschaftfrKohleundStahl | 2:3   | Die Europäische Gemeinschaft für Kohle und Stahl (Abkürzung EGKS, oft auch Montanunion genannt) wurde am 18. April 1951 mit der Unterzeichnung des EGKS-Vertrages gegründet und gab allen Mitgliedsländern Zugang zu Kohle und Stahl, ohne Zoll zahlen zu müssen. |
| Europa                 | Europarat                             | 8:11  | Der am 5. Mai 1949 gegründete Europarat ist ein Forum für Debatten über allgemeine europäische Fragen. Er führte 1955 die Europaflagge ein, die 1986 von der Europäischen Gemeinschaft übernommen wurde. |
|                        | Vexillologie                          | 2:3   | Die Flagge der FIAV zeigt auf blauem Tuch zwei waagrecht durch die ganze Flagge laufende gelbe Flaggenleinen, die einen Schotstek, den bekanntesten aller Verbindungsknoten, bilden. Die Flaggenleinen stehen für die Vexillologie. Die blaue Grundfarbe und die Flaggenleinen weisen auf die Schifffahrt als Ursprung des Flaggenwesens hin. Die entfernte Ähnlichkeit mit dem Liebesseil soll ein Sinnbild der Freundschaft der Vexillologen aller Nationen sein. Die beiden Schlingen erinnern auch an die beiden Hemisphären. |
|                        | FlagsoftheWorld                       | 2:3   | Flags of the World (Abk. FOTW) ist eine internationale Vereinigung von Vexillologen im Internet. Weiß steht für Frieden, Blau für Fortschritt. Die sechs Farben der Sterne sind die am häufigsten verwendeten Farben in Flaggen. Zusammen bilden die vielen Sterne den Kreis als größeres Symbol. Die Verbindung, die Sterne so eingehen, stellt das Internet dar. |
| Frankophonie           | Frankophonie                          | 2:3   | Als Frankophonie wird die Gesamtheit der französischsprachigen (frankophonen) Staaten bezeichnet. Die Flagge der Frankophonie symbolisiert die fünf Kontinente unter frankophonem Einfluss. |
| CPLP map               | GemeinschaftPortugiesischsprachig     | 2:3   | Die Gemeinschaft der Portugiesischsprachigen Länder wurde am 17. Juli 1996 gegründet und ist ein multilaterales Forum für Freundschaft und Zusammenarbeit unter den portugiesischsprachigen Ländern. Die Mitgliedstaaten sind Portugal und ehemalige Kolonien Portugals, in denen Portugiesisch Amtssprache ist. Die sieben Unterteilungen des Kreises verweisen auf die sieben Mitgliedsländer. Die angedeuteten Wellenlinien verweisen auf das Meer. Der Schriftzug CPLP ist die Abkürzung des portugiesischen Organisationsnamens Comunidade dos Países de Língua Portuguesa. |
| GUS                    | GUS                                   | 1:2   | Gemeinschaft Unabhängiger Staaten (GUS) bezeichnet den Zusammenschluss verschiedener Nachfolgestaaten der Sowjetunion (UdSSR) seit dem 8. Dezember 1991. |
| Hispanität             | Hispanitt                             | 1:2   | Die Flagge der Hispanität (Hispanidad) symbolisiert die Gesamtheit der spanischsprachigen Welt, aber auch eine in Spanien und Lateinamerika anzutreffende Weltanschauung, wonach die spanischsprachige Welt eine Einheit bilde. Die Flagge symbolisiert die drei Boote des Christoph Kolumbus bei seiner Entdeckung Amerikas. |
| GCC                    | GolfKooperationsrat                   | 1:2   | Der am 25. Mai 1981 gegründete Golf-Kooperationsrat (GCC) ist die Zusammenarbeit in der Außen- und Sicherheitspolitik sowie die Förderung der wirtschaftlichen und gesellschaftlichen Beziehungen zwischen den Mitgliedern. Im oberen Teil des Kreises steht die Basmala in Arabisch (بسم الله الرحمن الرحيم). Im unteren Teil steht der Name der Organisation in Arabisch (مجلس التعاون لدول الخليج العربية). Der innere Kreis enthält ein Sechseck, das für die sechs Mitgliedstaaten steht, die auf der Karte der arabischen Halbinsel braun eingefärbt sind. |
|                        | Ido                                   | 27:50 | Ido ist eine Plansprache, die 1907 durch den französischen Mathematiker und Philosophen Louis Couturat in Abstimmung mit dem französischen Hauslehrer Louis de Beaufront auf der Basis von Esperanto geschaffen wurde. Der sechszackige Stern soll eine Aufwertung des fünfzackigen Esperanto-Sterns sein, wobei drei Zacken noch besonders verlängert wurden. |
|                        | IAEO                                  | 2:3   | Die Internationale Atomenergieorganisation (IAEA) wurde am 29. Juli 1957 gegründet und benutzt die Basisflagge der UN mit den Olivenzweigen, auf der ein symbolisches Atommodell aufgelegt ist. |
|                        | WorldFellowshipofBuddhists            | 2:3   | Die Internationale Buddhistische Flagge ist eine moderne Kreation und seit 1950, anlässlich der Gründung der World Fellowship of Buddhists (WFB) in Colombo, Sri Lanka, als Symbol des internationalen Buddhismus anerkannt. Als Inspiration dienten die sechs Farben, in denen die Aura des Buddha erstrahlte, nachdem dieser die Erleuchtung erlangt hatte. Die ersten fünf vertikalen Farben symbolisieren verschiedene buddhistische Werte. |
|                        | ICA                                   | 2:3   | Die Fahne der International Co-operative Alliance, ein internationales Bündnis von Genossenschaften, verwendet den Regenbogen und die Regenbogenfahne als Symbol. |
|                        | IRK                                   | 2:3   | Das durch die Farbumkehrung des Schweizer Wappens entstandene Zeichen des Roten Kreuzes auf weißem Grund gilt als völkerrechtlich verbindliches Schutzzeichen im Rahmen der Genfer Konventionen und ihrer Zusatzprotokolle. Es wurde 1863 in Genf vereinbart und entstand dadurch, dass man, um das Gastland zu ehren, das Schweizer Kreuz zum Vorbild nahm. |
|                        | ICAO                                  | 2:3   | Die Internationale Zivilluftfahrt-Organisation (ICAO) wurde am 7. Dezember 1944 gegründet und benutzt die Flagge der UN und das Koordinatenraster, ergänzt um zwei stilisierte Flügel als Symbol für die Luftfahrt. |
|                        | Fernmeldeunion                        | 2:3   | Die Internationale Fernmeldeunion (ITU) wurde am 17. Mai 1865 gegründet und benutzt die Basisflagge der UN ohne die Olivenzweige, auf der ein Blitz als Symbol für Elektrizität und die englische Abkürzung der Organisation aufgelegt sind. |
| CARICOM                | CARICOM                               | 2:3   | Die Karibische Gemeinschaft (engl. Caribbean Community and Common Market, CARICOM) ist eine Internationale Organisation. Mit der Gründung der CARICOM am 1. August 1973 begann der an der EG orientierte Wandel von einer Freihandelszone zu einer Gemeinschaft, die nicht nur wirtschaftliche Zusammenarbeit anstrebt. Die Buchstaben CC stehen für die Abkürzung von Caribbean Community. |
| Mercosur               | Mercosur                              | 3:5   | Mercosur ist die spanische Abkürzung für Mercado Común del Sur (Gemeinsamer Markt des Südens). Die ebenfalls offizielle portugiesische Bezeichnung lautet Mercosul für Mercado Comum do Sul. Die Flagge zeigt das Sternbild Kreuz des Südens und einen stilisierten Äquator unter dem der Name der Gemeinschaft steht. Das Gründungsdatum ist der 26. März 1991. |
| CEFTA                  | CEFTA                                 | 13:19 | Das Mitteleuropäische Freihandelsabkommen, CEFTA (engl. Central European Free Trade Agreement), ist ein seit dem 21. Dezember 1992 bestehendes Freihandelsabkommen zwischen mehreren südosteuropäischen und osteuropäischen Staaten, sowie dem unter internationaler Verwaltung stehenden Kosovo. |
| NATO                   | NATO                                  | 3:4   | Der Kreis in der Flagge der NATO ist nach amtlicher Auslegung „das Symbol des einigen Sinnes“. Die Windrose steht für den gemeinsamen Kurs der Mitgliedstaaten auf den Frieden. Das blaue Flaggentuch stellt den Atlantischen Ozean dar. Die NATO wurde am 4. April 1949 gegründet. |
| Nordic Council         | NordischerRat                         |       | Die Flagge des Nordischen Rates, eines Forums der nordischen Länder, zeigt auf einem weißen Hintergrund einen stilisierten Schwan in einem blauen Kreis. Die acht Flügelfedern des Schwans stehen für die acht Mitglieder der Organisation. Der Nordische Rat wurde 1952 gegründet. |
| OECD                   | Organisationwirtschaftlich            |       | Die Organisation für wirtschaftliche Zusammenarbeit und Entwicklung (OECD, englisch: Organisation for Economic Co-operation and Development) wurde am 14. Dezember 1960 gegründet und ist eine Internationale Organisation mit Sitz in Paris. |
|                        | IOC                                   | 2:3   | Pierre de Coubertin sagte 1931 über die olympischen Ringe: „Ihre Gestalt ist symbolisch zu verstehen. Sie stellt die fünf Erdteile dar, die in der Olympischen Bewegung vereint sind; ihre sechs Farben entsprechen denen sämtlicher Nationalflaggen der heutigen Welt.“ Die Farben der Ringe stehen also nicht für jeweils einen bestimmten Kontinent, wohl aber für die Verbundenheit der Kontinente untereinander, indem sich zumindest eine Farbe aus der Nationalflagge der teilnehmenden Nationen in einer Farbe der olympischen Flagge wiederfindet. |
| OPEC                   | OPEC                                  | 3:5   | Die OPEC (engl. Organization of the Petroleum Exporting Countries, dt. Organisation erdölexportierender Länder) ist eine im Zeitraum vom 10. bis 14. September 1960 in Bagdad gegründete Internationale Organisation. |
| OAS                    | OrganisationAmerikanischerStaaten     |       | Die Organisation Amerikanischer Staaten (OAS) wurde am 30. April 1948 gegründet und ist eine Internationale Organisation auf dem amerikanischen Kontinent. Die Ziele sind laut Charta, Demokratisierung und Menschenrechte zu fördern, Kriminalität und Drogenhandel zu bekämpfen, den Frieden zu sichern und eine panamerikanische Freihandelszone zu schaffen. |
| UNPO                   | UNPO                                  | 3:5   | Die Organisation der nicht-repräsentierten Nationen und Völker (UNPO, von engl.: Unrepresented Nations and Peoples Organization) wurde am 11. Februar 1991 gegründet und ist eine internationale nichtstaatliche Organisation mit Konsultativstatus beim UN-Wirtschafts- und Sozialrat. Sie versteht sich als Interessenvertretung der nicht bei den Vereinten Nationen repräsentierten Staaten, Nationen und Völker. |
| OECS                   | OrganisationOstkaribischerStaaten     | 2:3   | Die Organisation Ostkaribischer Staaten (OECS) wurde am 18. Juni 1981 gegründet und ist ein supranationaler Staatenbund in der Karibik. |
| OIC                    | IslamischeKonf                        | 2:3   | Die Organisation für Islamische Zusammenarbeit wurde am 25. September 1969 gegründet und ist eine zwischenstaatliche Internationale Organisation von derzeit 56 Staaten, in denen der Islam Staatsreligion, Religion der Bevölkerungsmehrheit oder Religion einer großen Minderheit ist. Die Organisation nimmt für sich in Anspruch, die Islamische Welt zu repräsentieren. |
| EAC                    | Ostafrikanische                       | 11:20 | Die Ostafrikanische Gemeinschaft (engl. East African Community, EAC) wurde am 7. Juli 2000 gegründet. Sie ist eine wirtschaftliche Integrationsform der ostafrikanischen Länder Kenia, Uganda, Tansania, Ruanda und Burundi mit dem Ziel einer Wirtschafts- und Zollunion. |
| PASO                   | PASO                                  | 2:3   | Die Pan-Amerikanische Sportorganisation (englisch: Pan American Sports Organisation, PASO; spanisch: Organización Deportiva Panamericana, ODEPA) vertritt die 42 Nationalen Olympischen Komitees auf den beiden amerikanischen Kontinenten. |
|                        | UNPA                                  | 2:3   | Die Parlamentarische Versammlung bei den Vereinten Nationen, auch kurz als UN-Parlament bezeichnet, soll als neues Organ der Vereinten Nationen eingerichtet werden und benutzt die Basisflagge der UN mit einem stilisierten Parlament. |
|                        | RegenbogenfahnePACEBewegung           | 7:10  | Die Pace-Regenbogenfahne wurde vom italienischen Pazifisten Aldo Capitini 1961 für den Friedensmarsch Perugia-Assisi entworfen. Sie zeigt den umgekehrten Farbverlauf eines Regenbogens. Der Schriftzug PACE (ital. „Friede“) wurde erst später hinzugefügt. 2002 wurde sie durch die Kampagne Pace da tutti i balconi („Frieden von allen Balkonen“) bekannt. |
| Pazifisches Inselforum | PacificIslandsForum                   | 7:10  | Das Pazifische Inselforum (engl. Pacific Islands Forum) ist eine Internationale Organisation der Inselstaaten des Pazifiks. Es wurde 1973 in Apia (Samoa) durch völkerrechtlichen Vertrag zwischen Australien, den Cookinseln, Fidschi, Nauru, Neuseeland, Tonga und Samoa (damals Westsamoa) gegründet. |
| COMECON                | RatfrgegenseitigeWirtschaftshilfe     | 2:3   | Der Rat für gegenseitige Wirtschaftshilfe (RGW; engl.: Council of Mutual Economic Assistance, COMECON) wurde am 28. Januar 1949 in Moskau als sozialistisches Gegengewicht zum Marshallplan und zur OEEC gegründet. Die fünf Zacken des kommunistischen Sterns stehen für den demokratischen Zentralismus. Die Zahl fünf hat nichts mit der Anzahl der Mitglieder zu tun. Am 28. Juni 1991 wurde der RGW wieder aufgelöst. |
|                        | Regenbogenfahne                       | GS    | Die Regenbogenfahne diente in vielen Kulturen als Zeichen der Toleranz und Sehnsucht. Diese Bedeutung geht auf den Regenbogen als Symbol biblischer Verheißung nach der Sintflut zurück. Heute wird sie aber auch weltweit von der Gemeinschaft der lesbischen und schwulen Menschen als Identifikationssymbol benutzt. Eine weitere Form der Regenbogenfahne steht auch für die internationale Friedensbewegung: die Bandiera della Pace ist seit 1961 das Symbol der italienischen Friedensbewegung. |
|                        | RoterKristall                         | 2:3   | Der Rote Kristall ist der Versuch zur Einführung eines neuen internationalen Schutzzeichens, das nicht an Religionen gebunden ist. |
|                        | RoterHalbmond                         | 2:3   | Der Rote Halbmond gilt als völkerrechtlich verbindliches Schutzzeichen im Rahmen der Genfer Rotkreuzabkommen. |
| ZPCAS                  | ZPCAS                                 | 2:3   | Die Südatlantische Friedens- und Kooperationszone (spanisch: Zona de Paz y Cooperación del Atlántico Sur; portugiesisch: Zona de Paz e Cooperação do Atlântico Sul; Abk.: ZPCAS) wurde am 27. Oktober 1986 auf Initiative Brasiliens gegründet, um die Zusammenarbeit zwischen den Anliegerstaaten des Südatlantik zu fördern. |
|                        | UNESCO                                | 2:3   | Das Emblem der Organisation der Vereinten Nationen für Erziehung, Wissenschaft und Kultur (UNESCO) besteht aus einem stilisierten Tempel, dessen Säulen aus der englischen Abkürzung des Namens der Organisation bestehen. Die UNESCO wurde am 16. November 1945 gegründet. |
|                        | UNICEF                                |       | Das Kinderhilfswerk der Vereinten Nationen (UNICEF) benutzt die Basisflagge der UN mit den Olivenzweigen, auf der die Silhouette einer Mutter mit Kind aufgelegt ist. Das Gründungsdatum des Kindeshilfswerk ist der 11. Dezember 1946. |
| UNASUR                 | UNASUR                                | 2:3   | Die Union Südamerikanischer Nationen ist eine am 23. Mai 2008 gegründete Staatengemeinschaft der 12 südamerikanischen Staaten. Bis zum Jahre 2025 soll eine der Europäischen Union vergleichbare Integration erreicht werden. Geplant sind gemeinsame Währung, Parlament und Reisepässe. Die Organisation hat noch keine offizielle Flagge, doch es existieren bereits mehrere Vorschläge. |
|                        | VereinteNationen                      |       | Die Flagge der Vereinten Nationen ist seit 1947 das offizielle Kennzeichen der Vereinten Nationen (UN). Heute wird es oft auch als Symbol der gesamten Erde bzw. Menschheit gesehen. Die Flagge zeigt auf einem himmelblauen Flaggentuch in weiß die Erdkugel umrahmt von zwei Olivenzweigen. Die Erde wird dabei mit einer mittabstandstreuen Azimutalprojektion gezeigt, so wird die gesamte von Menschen dauerhaft bewohnte Landmasse – also ohne Antarktis – auf einer Karte gezeigt. Im Mittelpunkt liegt der Nordpol, um ihn die Kontinente der Nordhalbkugel, die Südhalbkugel ist durch die Projektion verzerrt und flächenmäßig zu groß dargestellt. Im Gegensatz zu einer Zylinderprojektion steht bei dieser Darstellung kein Land oder Kontinent im Mittelpunkt. Das Gründungsdatum der Vereinten Nationen (UNO) ist der 26. Juni 1945. |
|                        | WHO                                   | 2:3   | Die Weltgesundheitsorganisation (WHO) wurde am 7. April 1948 gegründet und benutzt die Flagge der UN, bei der dem UN-Emblem der goldene Äskulapstab als Symbol der Heilkunde, aufgelegt ist. |
|                        | WMO                                   | 2:3   | Die Weltorganisation für Meteorologie (WMO) wurde am 23. März 1950 gegründet und benutzt die Flagge der UN, bei der über dem UN-Emblem die französische (OMM) und englische (WMO) Abkürzung der Organisation steht. |
| WEU                    | WEU                                   | 2:3   | Die Westeuropäische Union (kurz WEU), wurde am 23. Oktober 1954 als kollektiver Beistandspakt gegründet und am 30. Juni 2011 wieder aufgelöst. Die Flagge zeigt zehn Sterne für die Mitgliedstaaten und die Abkürzung der Organisation in unterschiedlichen Sprachen. |
|                        | ZKR                                   | 2:3   | Die Zentralkommission für die Rheinschifffahrt ist eine internationale Organisation um die Schifffahrt auf dem Rhein zu regulieren. Sie wurde 1815 auf dem Wiener Kongress geschaffen und ist damit die älteste internationale Organisation der Welt. |